# Webtoon (site)
Webtoon é um site focado em publicar o estilo de webcomics de mesmo nome. Foi criado por JunKoo Kim e lançado em 2004 na Coreia do Sul pela empresa Naver.  O site ganhou uma versão internacional em 2014, inicialmente em inglês e, posteriormente, em outras línguas. O site (que também tem aplicativo para iOS e Android) publica obras originais (que passam por curadoria e edição do site) e também possui espaço para publicação de quadrinistas independentes.